# 玻利維亞齧脂鯉
玻利維亞齧脂鯉，為輻鰭魚綱脂鯉目脂鯉亞目脂鯉科的其中一個種。分布於南美洲Beni河流域，體長可達6.8公分，棲息在底中層水域，生活習性不明。